# Omicidio di Marco Biagi
L'omicidio di Marco Biagi avvenne a Bologna il 19 marzo 2002, da parte delle Nuove Brigate Rosse.

## Ricostruzione dei fatti
La sera del 19 marzo 2002, poco dopo le 20, Biagi, in sella alla sua bici, percorse il tratto di strada che separava la sua abitazione di via Valdonica dalla stazione dove, poco prima, era sceso dal treno che da Modena (dove era docente alla facoltà di economia) lo riportava ogni sera a Bologna.
Sceso dal treno, chiamò la moglie e avvertì che stava per arrivare, poi inforcò la bicicletta e si diresse verso casa. Di sentinella alla stazione e lungo la strada che portava al suo domicilio c'erano già due persone che seguivano i suoi movimenti, avvertendo gli altri complici dei progressivi spostamenti dell'obiettivo.
Alle 20:07 un commando formato da altri tre brigatisti, due a bordo di un motorino e un terzo (la staffetta) a piedi, lo aspettava di fronte al portone della sua abitazione, al civico 14. I due terroristi si fecero incontro al professore, indossando caschi integrali, e aprirono il fuoco esplodendo sei colpi in rapida successione in direzione di Biagi, per poi allontanarsi molto velocemente.
Alle 20:15, Biagi morì tra le braccia degli operatori del 118 accorsi sul posto. L'arma usata nell'azione, si scoprì dopo, risultò la stessa del delitto di Massimo D'Antona.
Nel compiere l'agguato, i brigatisti vennero agevolati soprattutto dal fatto che Biagi girava senza protezione dopo che, qualche mese prima, gli era stata revocata la scorta, come ebbe a testimoniare anche Cinzia Banelli, la terrorista pentita che, al processo per l'uccisione del giuslavorista, raccontò proprio che "Se Marco Biagi avesse avuto la scorta non saremmo riusciti ad ucciderlo. Per noi due persone armate costituivano già un problema. Non eravamo abituati ai veri conflitti a fuoco. Avremmo dovuto fare più attenzione, osservare possibili cambiamenti nella situazione del professore. Dovevamo controllare che non fosse solo. Invece arrivò alla stazione di Bologna da solo."

## La rivendicazione
Il documento di rivendicazione che, a firma delle Nuove Brigate Rosse, venne inviato via mail (in un file di 26 pagine) la stessa notte del 19 marzo a 500 indirizzi di posta elettronica di diverse agenzie e quotidiani, presenta per gli esperti molte analogie con quello del precedente delitto di Massimo D'Antona e, al suo interno, vi si individua una certa logica criminale dell'Organizzazione che progettava di colpire uomini dello stato legati a un contesto di ristrutturazione del mercato del lavoro:
(Nuove Brigate Rosse, Rivendicazione omicidio Marco Biagi)

## Il processo
Nel processo di primo grado, il 1º giugno 2005, la Corte d'assise di Bologna, dopo ventidue ore di camera di consiglio, condannò a cinque ergastoli altrettanti componenti delle Nuove BR: Nadia Desdemona Lioce, Roberto Morandi, Marco Mezzasalma, Diana Blefari Melazzi e Simone Boccaccini.
Il 6 dicembre 2006, la Corte d'assise d'appello confermò l'ergastolo per Diana Blefari Melazzi, Roberto Morandi, Nadia Desdemona Lioce e Marco Mezzasalma, riducendo a 21 anni di reclusione la condanna per Simone Boccaccini, riconoscendogli le attenuanti generiche.
Nel terzo e ultimo grado di giudizio, l'8 dicembre 2007, la quinta sezione penale della Corte di cassazione di Roma confermò il verdetto emesso in secondo grado rendendo definitive le condanne ai cinque brigatisti responsabili, tranne che per Nadia Desdemona Lioce, la quale non aveva presentato ricorso in cassazione.

## Le minacce e la scorta
Prima di morire, Marco Biagi aveva scritto cinque lettere in cui si diceva preoccupato per le minacce che riceveva. Il testo delle lettere, indirizzate al presidente della camera Pier Ferdinando Casini, al ministro del lavoro Roberto Maroni, al sottosegretario al lavoro Maurizio Sacconi, al prefetto di Bologna e al direttore generale di Confindustria Stefano Parisi è stato pubblicato dal quindicinale Zero in condotta e poi riportato dal quotidiano la Repubblica. In tali lettere spiegava anche che la sua preoccupazione era causata dal fatto che i suoi avversari (Sergio Cofferati in primo luogo), criminalizzavano la sua figura. Biagi sostiene inoltre che una persona attendibile gli ha riferito che Cofferati lo aveva minacciato.
Il ministero dell'interno, in quel periodo diretto da Claudio Scajola, solo pochi mesi prima dell'attentato, aveva privato Marco Biagi della scorta, da lui richiesta proprio per timore di attentati da parte di componenti appartenenti all'estremismo di sinistra.
Una volta tolta, Biagi, tramite lettere scritte a diverse personalità politiche, ne fece nuovamente richiesta visto anche il perdurare delle minacce ricevute, ma questa non gli fu accordata. I brigatisti stessi ammisero che avevano deciso di colpire proprio Biagi in quanto poco protetto.
Il 30 giugno 2002 il Corriere della Sera ed Il Sole 24 Ore pubblicarono una chiacchierata tra l'allora ministro dell'interno, Claudio Scajola, e alcuni giornalisti che seguivano il ministro in visita ufficiale a Cipro.
A causa delle polemiche suscitate da queste affermazioni, il 3 luglio 2002, Scajola rassegnò le sue dimissioni, al suo posto venne nominato Giuseppe Pisanu.
Nel mese di maggio 2014 la procura di Bologna riaprì l'inchiesta formulando l'ipotesi di reato di omicidio per omissione dopo aver ricevuto gli atti dalla procura di Roma che stava passando al vaglio le carte trovate durante la perquisizione nella casa di Luciano Zocchi, ex capo della segreteria dell'allora Ministro dell'Interno Claudio Scajola.

## Il caso Landi
La sera del 4 aprile del 2002, i carabinieri trovarono il corpo di Michele Landi, impiccato con una corda intorno al collo, nella sua casa di Guidonia Montecelio, vicino a Roma. I militari, allertati dalla fidanzata dell'uomo, quando arrivarono sul posto, notarono subito la strana posizione del cadavere che, con le gambe piegate e le ginocchia appoggiate sul divano, sembrò piuttosto anomala. La situazione non sembrava riconducibile a un suicidio, ma piuttosto a un omicidio presentato come suicidio.
Probabilmente l'intera vicenda non avrebbe suscitato tanto scalpore se non fosse che Landi, in qualità di esperto informatico, proprio in quei giorni stava lavorando, in maniera indipendente (visto che quell'inchiesta era nelle mani di una squadra investigativa che già si avvaleva di consulenti propri) e senza nessun incarico ufficiale, nell'indagine sull'omicidio di Marco Biagi e, nello specifico, sul possibile mittente da cui era partita la rivendicazione delle Nuove Brigate Rosse. E anche in passato Landi era stato nominato consulente informatico dal collegio difensivo di Alessandro Geri, il presunto telefonista (in seguito scagionato) delle Nuove Br nell'omicidio di Massimo D'Antona.
Nei mesi successivi molte voci si alternarono sulla possibilità di un collegamento tra questa morte e le indagini che Landi stava svolgendo, ma nessuna ipotesi di questo tipo ha mai trovato conferma ufficiale. Secondo gli inquirenti che seguirono il caso, tutte le evidenze porterebbero a escludere l'omicidio e a circoscrivere la soluzione a due ipotesi: suicidio o morte accidentale per soffocamento. E nel 2004 si giunse a una richiesta di archiviazione perché non sussisteva alcun reato che coinvolgesse terze persone..